# Het wolkenschip
Het wolkenschip is een Nederlandstalige verzamelbundel van verhalen voor kinderen, geschreven door Paul Biegel en uitgegeven in 1986 bij Uitgeverij Holland in Haarlem. De eerste editie werd geïllustreerd door Babs van Wely. De verhalen waren eerder uitgegeven in Kinderverhalen (1966) en De nieuwe trapeze (1975).